# Ömer Yıldız
Ömer Yıldız (* 2. September 1995 in Elazığ) ist ein türkischer Fußballspieler.

## Karriere
Yıldız verbrachte seine Jugend bei Elazığspor, für dessen zweite Mannschaft er in der Saison 2013/14 17 Spiele bestritt und 12 Tore erzielte. Zu der Saison 2014/15 wurde er in den Profikader aufgenommen, sein Debüt im Profifußball gab er am 31. August 2014 bei einer 0:4-Niederlage gegen Osmanlıspor FK. Sein erstes Tor erzielte er eine Minute nach seiner Einwechslung in der 53. Minute am 3. Spieltag der TFF 1. Lig gegen Şanlıurfaspor zum 1:1-Ausgleich, welches auch der Endstand war.
Für die Spielzeit 2015/16 wurde er an Van Büyükşehir Belediyespor ausgeliehen. Der Leihvertrag mit Van BB wurde bereits im Januar 2016 wieder aufgelöst und Yıldız deswegen für den Rest der Spielzeit an Sakaryaspor ausgeliehen. Für Die Rückrunde der Saison 2016/17 wurde er an den Drittligisten Hatayspor und die Saison 2017/18 an Niğde Belediyespor ausgeliehen.